# Loppa
Loppa —en sami septentrional Láhpi; en kven Lappean— es un municipio de la provincia de Finnmark, Noruega. Tiene una población de 989 habitantes según el censo de 2015 y su centro administrativo se encuentra en Øksfjord. Otras localidades de Loppa son Andsnes, Bergsfjord, Langfjordhamn, Loppa, Nuvsvåg, Øksfjordbotn, Sandland, y Sør-Tverrfjord.
La mayoría de la población vive en la Øksfjord, pero diversas comunidades pequeñas están diseminadas por las costas e islas, tales como Nuvsvåg, Sandland, Bergsfjord, Brynilen, y la isla de Loppa. Antiguamente esta isla fue el centro administrativo del municipio. No existe aeropuerto, pero Øksfjord es un puerto donde atracan los barcos Hurtigruten.

## Información general

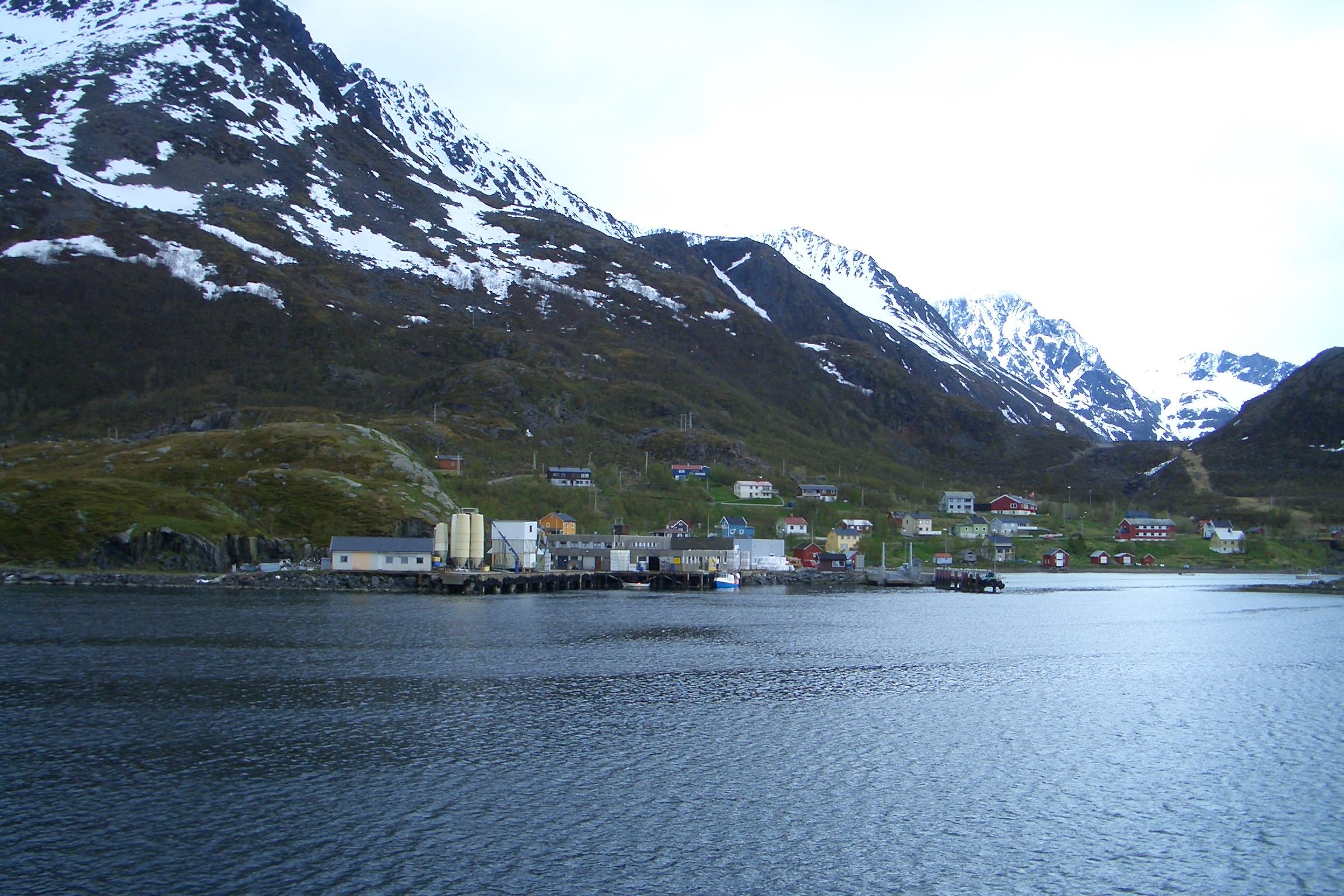
Vista de la villa de Bergsfjord.

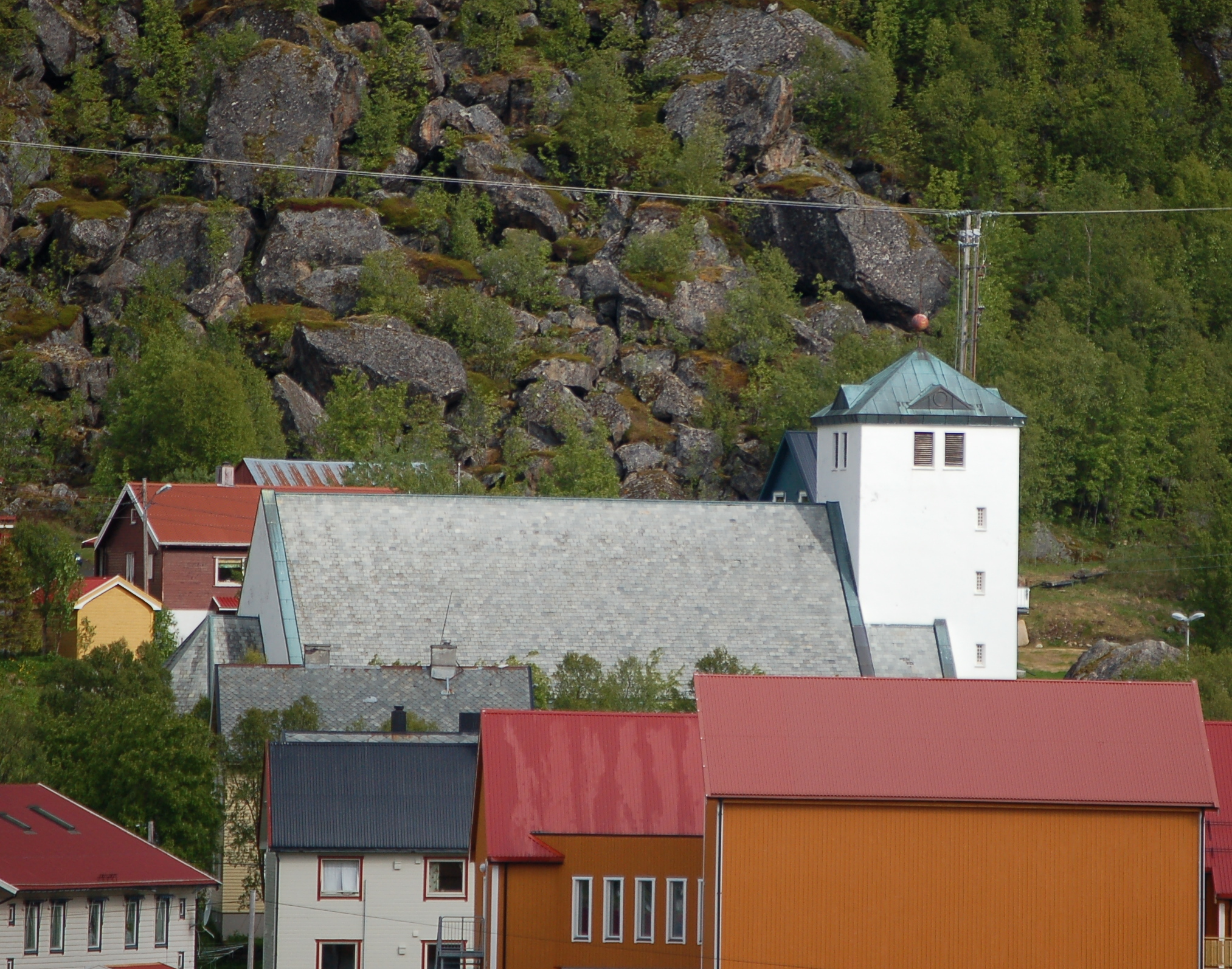
Vista de la iglesia de Øksfjord.

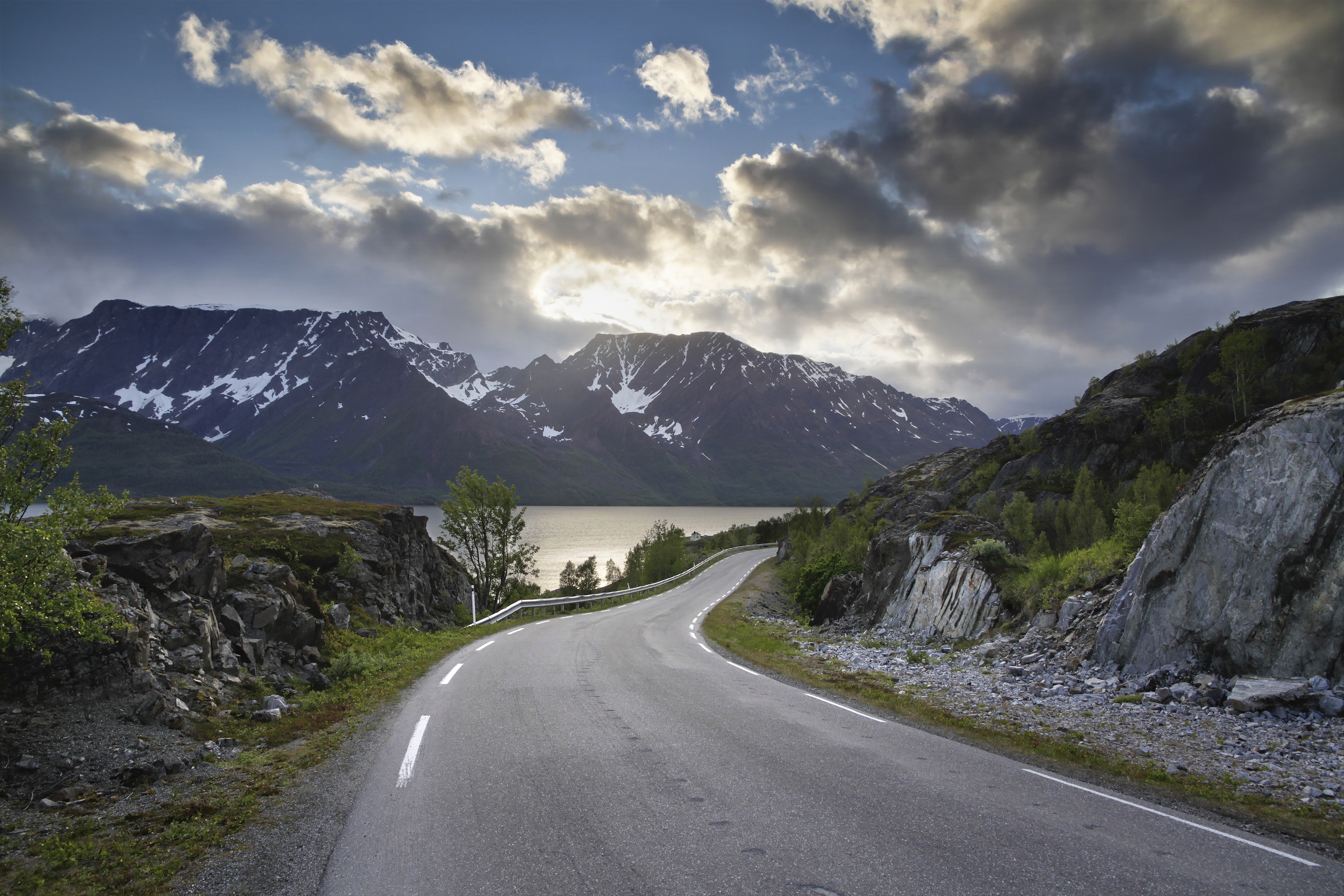
Vista cerca de Øksfjord.

El municipio de Loppa fue creado en 1838. En 1858, la parte norte de Loppa en la isla de Sørøya y la mayor parte de Loppa en Stjernøya (población: 506) fue separada para formar el municipio nuevo de Hasvik. Con lo cual Loppa quedó con 801 pobladores. Las fronteras del municipio no se han modificado desde esa época.

### Iglesias
La Iglesia de Noruega posee una parroquia (sokn) en el municipio de Loppa. It is part of the Alta deanery en la Diócesis de Nord-Hålogaland.
| Parroquia (Sokn) | Nombre de la iglesia | Ubicación de la iglesia | Año de construcción |
| ---------------- | -------------------- | ----------------------- | ------------------- |
| Loppa            | Iglesia Bergsfjord   | Bergsfjord              | 1951                |
| Loppa            | Iglesia Loppa        | Loppa                   | 1953                |
| Loppa            | Capilla Nuvsvåg      | Nuvsvåg                 | 1961                |
| Loppa            | Capilla Sandland     | Sandland                | 1971                |
| Loppa            | Iglesia Øksfjord     | Øksfjord                | 1954                |

## Geografía
Loppa es el municipio más occidental de Finnmark y esta enfrente del estrecho abierto del mar de Noruega denominado Lopphavet, y posee gran cantidad de extensión de costa sobre fiordos e islas bajo el enorme casquete de nieve del glaciar Øksfjordjøkelen. El municipio incluye casi toda la península entre los fiordos de Kvænangen y de Altafjorden. Además hay varias islas en el municipio, tales como Loppa, Silda, y parte de Stjernøya. Las montañas Lopptinden y Svartfjellet se encuentran en el municipio junto con los glaciares Langfjordjøkelen, Øksfjordjøkelen y Svartfjelljøkelen.